# Alphonse Goovaerts
Alphonse Jean Marie André Goovaerts (Antwerpen, 25 mei 1847 - Etterbeek, 25 december 1922) was een Belgisch componist, musicoloog en algemeen rijksarchivaris van 1899 tot 1913. Zijn bekendste werk is Histoire et Bibliographie de la Typographie Musicale dans les Pays-Bas (Antwerpen, 1880).
Alphonse Goovaerts was een ware autodidact doordat hij zijn opleiding stopzetten moest toen hij vijftien was. Zijn vader Andries Jan Corneel Goovaerts-Van den Wouwer (1818–1893) werkte wel als bediende in het Antwerpse stadsarchief. Goovaerts historische interesse werd zo aangescherpt, zeker toen zijn vader in 1870 thuis werkte aan het ordenen van het archief van de predikheren en van de Sint-Walburgiskerk. Ondertussen was Goovaerts vanaf 1866 aan de slag in de stadsbibliotheek van Antwerpen. In de jaren 1880 maakte hij de overstap naar het Algemeen Rijksarchief. Nadat algemeen rijksarchivaris Charles Piot in 1897 halsoverkop vertrok duurde het anderhalf jaar voor een opvolger aangesteld werd. De keuze viel uiteindelijk op Goovaerts.
Vanaf 1904 stond Goovaerts op wachtgeld. De taken van algemeen rijksarchivaris werden uitgeoefend door Arthur Gaillard, die in 1912 overleed. Daarop werd Joseph Cuvelier waarnemend algemeen rijksarchivaris. In 1913 legde Goovaerts uiteindelijk het ambt neer en werd Cuvelier benoemd tot opvolger.
Als componist schreef Goovaerts muziekstukken als Messe solennelle, Adoramus, Dans la bruyère, Tantum ergo, O Jesu sapientia aeterna en O salutaris Hostia. Hij was ook betrokken bij de organisatie van concerten, niet voor zijn eigen werk, maar van oude(re) meesters. Hij was dirigent bij Burgerkring in Antwerpen. Voorts droeg hij artikelen bij aan de Biographie Nationale.
- Bibliothèque nationale de France: cb144978810 (data)
- Gemeinsame Normdatei: 139830332
- International Standard Name Identifier: 0000 0001 1030 1083
- Library of Congress Control Number: no2012154313
- MusicBrainz: e8ab43ab-c39d-4df5-913f-1091ac0c1017
- Nationale Bibliotheek van Israël: 987007419028705171
- Nederlandse Thesaurus van Auteursnamen: 072394293
- Système universitaire de documentation: 086055801
- Virtual International Authority File: 79186630
- WorldCat: E39PBJhH6jgKmPcpMppHvGWqwC